# Penny Wong
Penny Wong, née le 5 novembre 1968 à Kota Kinabalu en Malaisie, est une femme politique australienne. Membre du Parti travailliste, elle est depuis 2002 sénatrice de l'Australie-Méridionale. 
Première titulaire du poste de ministre du Changement climatique, de l'Efficacité énergétique et de l'Eau, entre 2007 et 2010, elle est ensuite ministre du Budget et de la Déréglementation de 2010 à 2013. Elle est ministre des Affaires étrangères depuis le 23 mai 2022.
Penny Wong est la première personne née en Asie et la première homosexuelle à devenir membre du cabinet australien.

## Biographie
Née le 5 novembre 1968 à Kota Kinabalu en Malaisie, Penny Wong et sa famille emménagent en Australie alors qu'elle a huit ans. Ils s'installent à Coromandel Valley, dans les Adelaide Hills, en Australie-Méridionale. Après avoir suivi sa scolarité à Coromandel Valley puis au Scotch College, elle intègre l'université d'Adélaïde, d'où elle sort diplômée d'un Bachelor of Arts et d'un Bachelor of Laws. Lors ces études à l'université, elle s'engage dans des groupes et des associations de gauche et écologistes. C'est également pendant sa scolarité qu'elle a commencé à travailler pour le Construction, Forestry, Mining and Energy Union (le plus grand syndicat dans le domaine de la construction, la sylviculture, l'exploitation minière et l'énergie), sans pour autant abandonner ses études. Penny Wong continua d'ailleurs d'y officier une fois diplômée, avant de travailler par la suite comme juriste jusqu'à son élection au Sénat. Une fois les travaillistes de retour au pouvoir, elle est nommée ministre du Changement climatique, de l'Efficacité énergétique et de l'Eau (un poste qui venait d'être créé) par Kevin Rudd, puis ministre du Budget et de la Déréglementation par Julia Gillard. Le 18 septembre 2013, elle devient ministre du Commerce et de l’Investissement dans le cabinet fantôme de l'opposition travailliste.
Après la victoire des travaillistes aux élections fédérales de 2022, elle est nommée ministre des Affaires étrangères dans le gouvernement d'Anthony Albanese.

### Vie privée
Penny Wong, qui est ouvertement lesbienne, vit avec Sophie Allouache, l'ancienne présidente de l'association des étudiants de l'université d'Adelaïde. Penny Wong est étonnée que le fait d'être la première homosexuelle et la première originaire d'Asie à être nommée ministre puissent intéresser les gens, elle dit d'ailleurs (avec hésitation) « si cela signifie que nous... en tant que nation... si cela montre que nous sommes une nation où les gens peuvent réussir juste avec leurs capacités, alors c'est une bonne chose ». Pourtant en 2001, lors de sa présélection pour le poste de sénateur, le bruit courait que de toute façon elle n'aurait pas pu se présenter à la Chambre des représentants parce qu'elle était lesbienne et asiatique.
Déjà investie dans l'Église unifiée d'Australie, Penny Wong l'est encore plus depuis la mort de frère, Toby. Elle explique cependant que « c'est un sujet très privé. Je suppose que je pense que les gens ont des manières très différente d'exprimer leur spiritualité. J'ai la mienne. C'est profondément personnel, et ça m'a soutenu dans les moments difficiles de ma vie ».